# Castello di Laval
Il castello di Laval è un castello francese medievale/rinascimentale che si trova a Laval, nel dipartimento di Mayenne. La sua fondazione risale all'XI secolo ed ha consentito la nascita intorno della cittadina. 

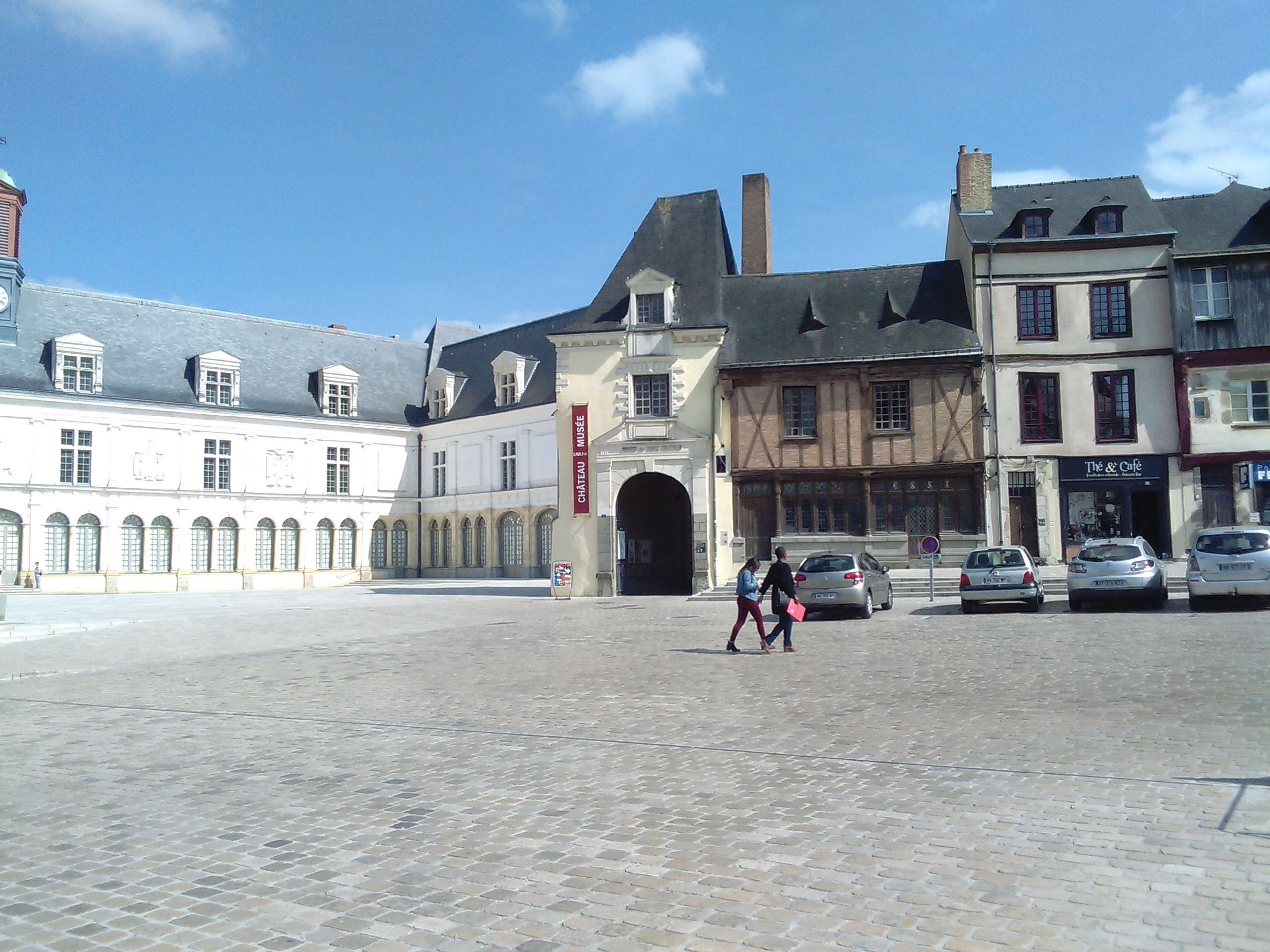
La piazza de la Trémoille, con a sinistra il "Castello Nuovo" e al centro il portico d'ingresso al "Vecchio Castello".

Monumento emblematico della cittadina di Laval, esso occupa un promontorio roccioso che si erge sul fiume Mayenne.
È composto di due edifici distinti: il "Vecchio Castello", che corrisponde al castello-forte medievale, e il "Castello Nuovo", galleria del Rinascimento, trasformato in palazzo di giustizia nel XIX secolo. Questi due monumenti compaiono sull'elenco dei 1034 primi monumenti storici di Francia, classificato nel 1840.
La storia del Castello di Laval è intimamente legata a quella del Casato di Laval, comparso con Guido I di Laval, fondatore del castello.
Il monumento è testimone delle molteplici alleanze contratte da questa famiglia, come della potenza che crebbe dall'XI secolo fino alla sua scomparsa alla fine del Rinascimento.
Il Vecchio Castello è notevole per la sua cappella del XII secolo, come per la sua imponente torre principale, rivestita da una bertesca in legno del XIII secolo, esempio eccezionale di un'architettura militare del medioevo. Le aperture riccamente elaborate degli appartamenti medievali, realizzate all'inizio del XVI secolo e la galleria del "Castello Nuovo", risalenti al 1540, sono elementi caratteristici del Rinascimento che mostrano l'evoluzione dell'architettura di quell'epoca.
Dopo lo smantellamento dei servizi giudiziari negli anni 2000, il "Castello Nuovo" è in attesa di riconversione. Il "Vecchio Castello", che è servito come prigione dalla rivoluzione francese al 1911, è aperto al pubblico dagli anni 1920. Consacrato inizialmente all'archeologia, alla storia naturale e alle arti decorative, dal 1967 ospita il Musée d'Art naïf et d'Arts singuliers de Laval, che presenta opere di numerosi artisti rappresentativi dell'Arte naïf e dell'Art singulier.

## Posizione

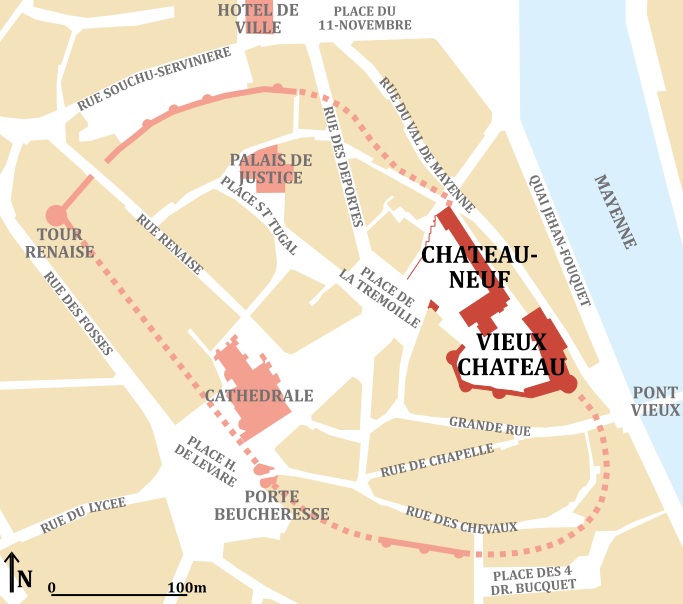
Pianta della cittadina di Laval, con bastioni e castello

Il Castello si trova nel centro della città di Laval, sulla riva destra della Mayenne. Esso è costruito su uno sperone roccioso che domina il fiume e che costituisce l'estremità di una piana che si estende all'insieme dell'intera città. L'estremità della piana è stata scelta piuttosto che il suo punto culminante nel suo centro poiché quest'ultimo non offriva la protezione di alcuna pendenza.
Il castello forma un insieme triangolare di circa cento metri di lato. Esso è circondato da numerose vie che risalgono al medioevo: a sud si trova la Grande Rue, la via principale, a ovest la rue des Orfèvres, a nord la rue du Val-de-Mayenne. A nord-ovest il "Castello Nuovo" e la sua piazza sono circondate da un vicolo inclinato, il roquet del Palazzo. L'ingresso principale del castello dà sulla piazza della Trémoille, una delle più importanti della città. Questa piazza dà a sua volta sul padiglione che permette di accedere al "Vecchio Castello", e aprentesi sulla spianata di fronte al "Castello Nuovo". Poiché il "Castello Nuovo" ha ospitato il Palazzo di Giustizia di Laval dai tempi della Rivoluzione, la piazza ha anche il nome di "piazza del Palazzo". Il suo attuale nome rende onore al figlio cadetto dell'ultimo conte di Laval, Antoine-Philippe de La Trémoille, comandante realista ghigliottinato di fronte alle porte del castello nel 1794.